# Верблюжья колючка мавров
Верблю́жья колю́чка ма́вров (лат. Alhági maurórum) — вид двудольных растений рода Верблюжья колючка (Alhagi) семейства Бобовые (Fabaceae).

## Описание

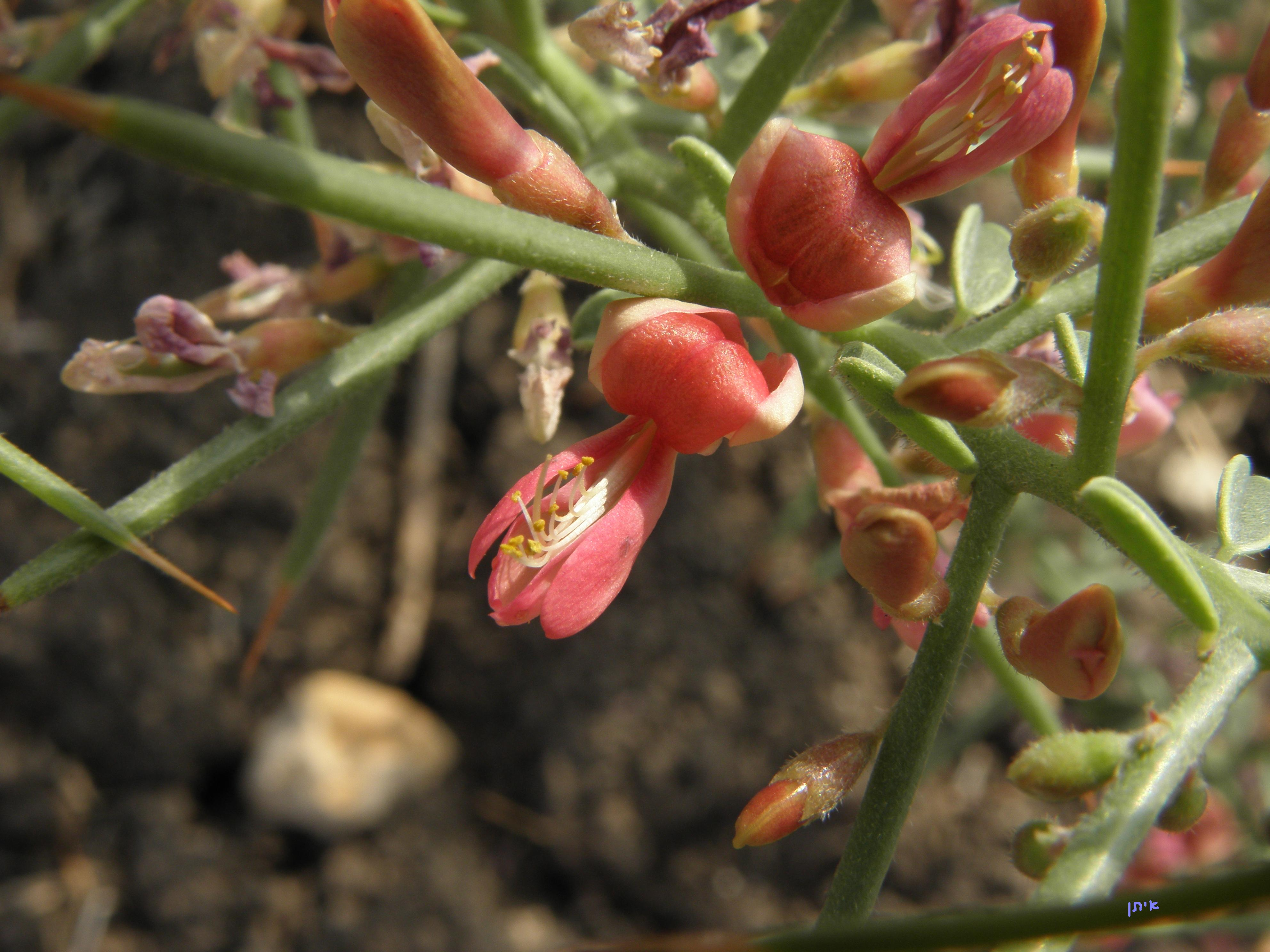
Цветки

Наиболее характерным признаком вида являются опушённые завязи.
Растения покрыты опушением, нередко сероватые от густого опушения, густоветвистые, с колючками 25—35 мм длиной.
Цветки обычно одиночные или же по два. Чашечка покрытая прижатым опушением, с острыми зубцами 0,5—1 мм длиной.
Боб с 3—5 семенами, прижатоопушённый.
Число хромосом — n=8.

## Значение
Известен как кормовое растение для верблюдов. Употребляется в пищу и человеком, при недостатке обычной пищи: ветви в период цветения и плоды дают манну, корни используются в приготовленном виде. Может произрастать как сорное растение (засоритель).
Используется также как лекарственное растение: обладает потогонным, мочегонным, отхаркивающим, слабительным свойствами. Масло из листьев применяется при лечении ревматизма.

## Ареал
Распространён в Греции, Юго-Западной Азии (Турция, Кипр, Сирия, Ливан, Израиль, Палестина, Ирак, Иран, Аравийский полуостров), Северной Африке.

## Таксономия
Номенклатурный тип рода Alhagi Gagnebin, 1755. Типом Alhagi maurorum Medik. является лектотип Hedysarum alhagi L., выбранный в 1970 году израильскими ботаниками Иреной Грюнберг-Фертиг и Михаэлем Зохари — иллюстрация Л. Раувольфа 1583 года в Aigentliche Beschreibung des Raiss. Гербарный образец, с которого сделан этот рисунок, хранится в Лейдене, был собран в Сирии близ Алеппо.
Эпитипом был в 2003 году выбран образец, собранный 6 сентября 1843 года близ Мосула на реке Тигр (Ирак) Теодором Кочи.
Номенклатурный синоним:
- Hedysarum alhagi L., 1753

Таксономическими синонимами являются следующие названия (по дате публикации):
- Alhagi graecorum Boiss., 1849
- Alhagi mannifera Desv. ex B.Keller & Shap., 1933

В 1977 году Роберт Десмонд Мейкле предложил в качестве лектотипа Hedysarum alhagi L. образец из гербария Линнея, представляющий собой неплодоносящее растение. По его мнению, это растение было собрано в «Юго-Восточной России, севернее Каспия», «близ Саратова» Иоганном Готтфридом Гейнцельманом или Трауготтом Гербером. Мейкле считал его идентичным Hedysarum pseudalhagi M.Bieb. (Alhagi pseudalhagi (Bieb.) Desv.). Однако выбор лектотипа Грюнберг-Фертиг и Зохари является приоритетным.